# British Rail Class 180
British Rail Class 180 "Adelante" – typ spalinowych zespołów trakcyjnych dostarczanych w latach 2000–2001 przez zakłady koncernu Alstom w Birmingham. Łącznie wyprodukowano 14 zestawów. Ze względu na swoją bardzo dużą – zwłaszcza jak na pociąg o napędzie spalinowym - prędkość konstrukcyjną, składy te wykorzystywane są głównie na trasach klasy InterCity. Obecnie eksploatuje je przewoźnik Grand Central. 

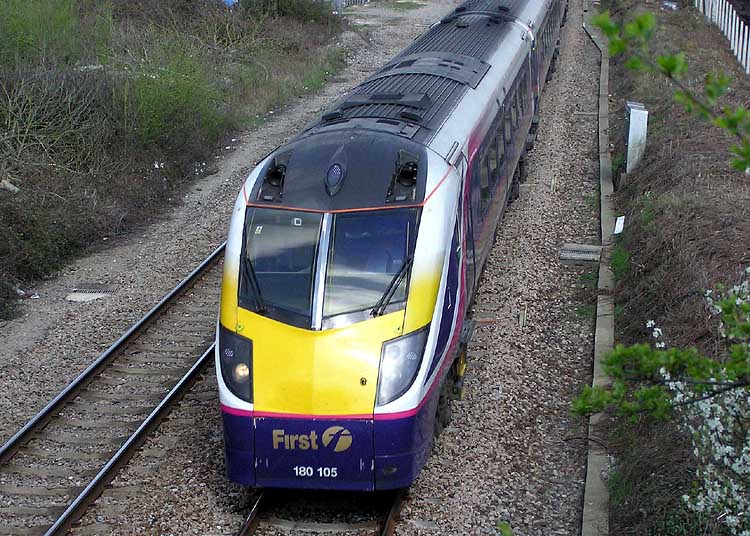
Pociąg na trasie